# Sinclair Breweries

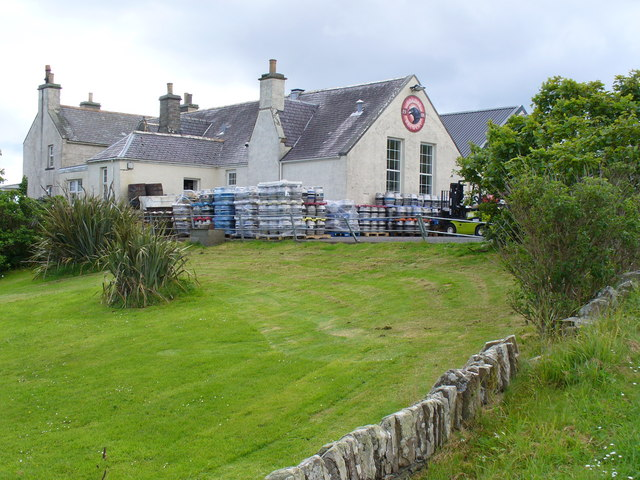
Orkney Brewery a Quoyloo

Sinclair Breweries è un produttore di birra, proprietario dei birrifici scozzesi Orkney Brewery e Atlas Brewery. La sede della compagnia è situata a Cawdor, mentre gli impianti di produzione sono quelli dell'Orkney Brewery a Quoyloo, nelle isole Orcadi.

## Storia

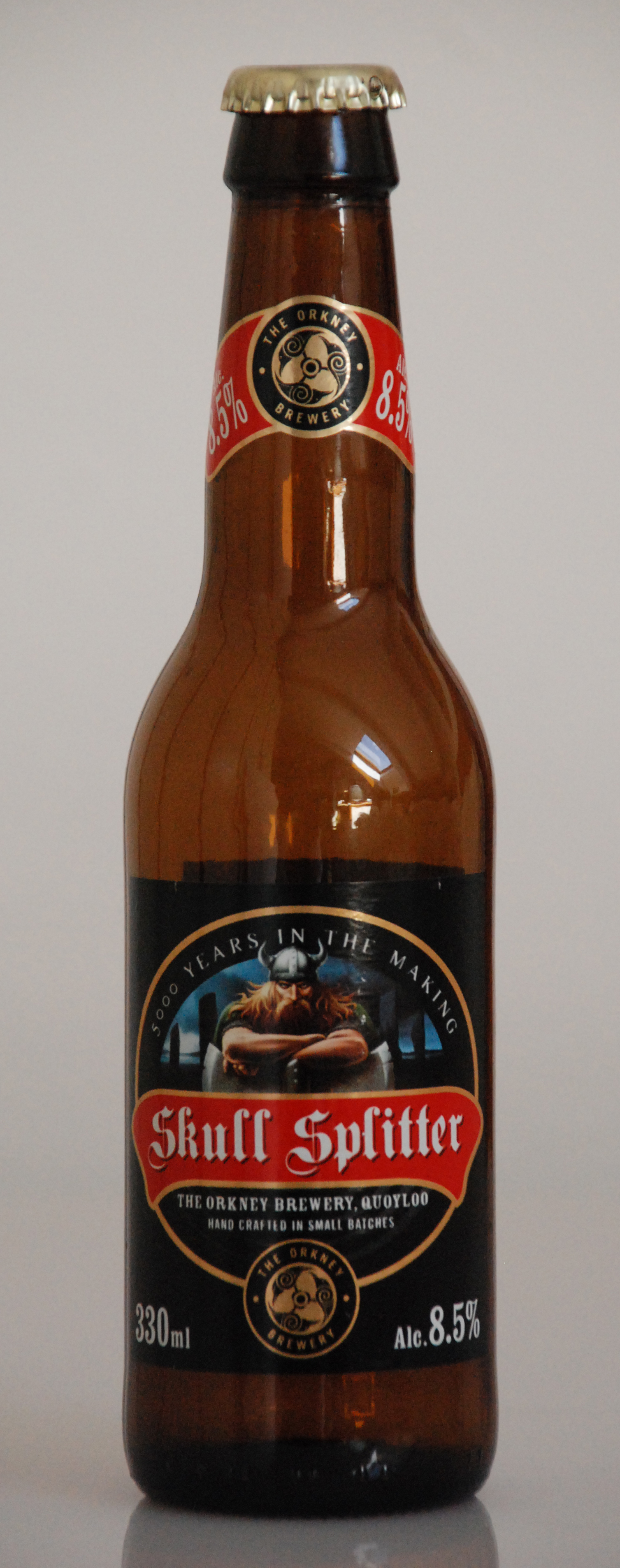
Una bottiglia di Skull Splitter

L'Orkney Brewery (in inglese birrificio orcade) fu fondato nel 1988 da Roger White nell'edificio della vecchia scuola di Sandwick, nelle isole Orcadi. Atlas Brewery fu fondato invece nel febbraio 2002 da Neill Cotton, in seguito i due birrifici si unirono nel giugno 2004 sotto il nome di Highland & Islands Breweries, nonostante ciò le due produzioni di birra rimasero separate e indipendenti. Nel maggio 2006 la compagnia dichiarò fallimento, e venne sostituita dal marchio Sinclair Breweries. Agli inizi del 2010 l'Atlas Brewery chiuse i battenti e la produzione venne spostata nel birrificio sulle Orcadi.

### Il casoSkull Splitter
Nel 2008 la birra Skull Splitter prodotta da Orkney Brewery fu al centro di una controversia riguardo al proprio nome. Il Portman Group, ovvero il gruppo di controllo per le bevande alcoliche, aprì un'indagine sulla birra sostenendo che il suo nome risultava troppo aggressivo, (skull splitter letteralmente significa "spacca cranio"), che avrebbe potuto portare ad un'interdizione della vendita della birra nel territorio britannico. Sinclair breweries lanciò una campagna in difesa della birra che ricevette una grande risposta. Gli argomenti in difesa furono il fatto che la birra era famosa e venduta a livello internazionale, con una storia ventennale costellata di premi, come il riconoscimento del CAMRA per la birra britannica campionessa suprema dell'inverno 2001. Inoltre venne spiegato che l'origine del nome deriva dalla figura storica di Thorfinn Hausakljuv, settimo conte vichingo delle isole Orcadi intorno all'anno 950, che veniva soprannominato appunto Skullsplitter. In seguito a questa campagna il Portman Group decise il 23 dicembre 2008 di non portare avanti l'accusa contro la birra.

## Birre

### Orkney Brewery
- Dragonhead, birra ad alta fermentazione, 10,5 gradi Plato, 4% vol
- Corncrake Ale, golden ale, 4,1% vol
- Northern Light, 4% vol
- Raven Ale, 3,8% vol
- Red MacGregor, 4,0% vol
- Dark Island, 4,6% vol
- Dark Island Reserve, 10% vol
- Skull Splitter, 8,5% vol[8]

#### Birre stagionali
- Clootie Dumpling, 4,3% vol[8]

#### Birre non più prodotte
- Anchor Orkney Stout, 4,0% vol
- Bere
- Blizzard, 4,7% vol
- Flagcracker, 4,0% vol
- Glastonwick Ginger, ginger ale, 4,0% vol
- Harvest Home, 3,6% vol
- House Special, 6,3% vol
- Viking, chiamata anche Island Pale, pale ale, 4,0% vol
- Steamer, 4,2% vol
- Victorious Wonder, 8,7% vol
- White Xmas, 5,0% vol
- Winter Ale, 5,0% vol[8]

### Atlas Brewery

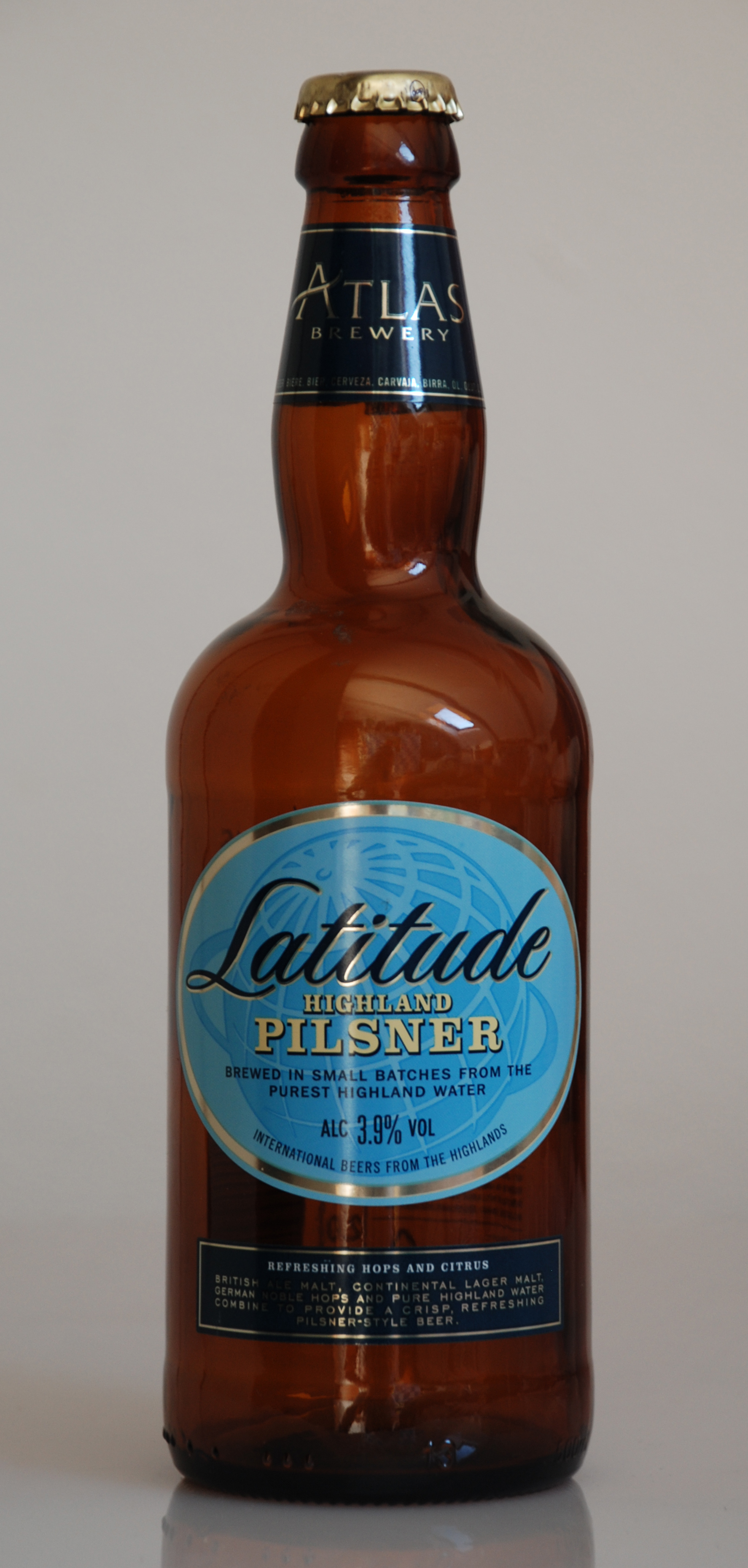
Atlas Brewery: Latitude

- Latitude, Highland pilsner, 3,9% vol
- Three Sisters, scottish ale, 4,2% vol
- Nimbus, strong pale ale, 5% vol[9]

#### Birre stagionali
- Blizzard, winter beer, 4,7% vol
- Wayfarer, India Pale Ale, 4,4% vol
- Tempest, wheat beer, 4,9% vol
- Equinox, pale ale, 4,5% vol, brassata con l'aggiunta di miele dalle Highlands.[9]

#### Birre non più prodotte
- Abbotsford Ale, 4,2% vol
- An Cridhe, 4,7% vol
- An Teallach Ale, 4,2% vol
- The Beer With No Name, 4,2% vol
- Bhealach, 4,2% vol
- Golden Amber, 4,5% vol
- Humphrey, 4,3% vol
- Meridian Tawny Ale, 4,0% vol
- Mild, 3,6% vol
- Red Squirrel, 4,2% vol
- Smokin' Barrel, 3,6% vol
- Smoking Storm, 4,9% vol
- Three Hoppy Lassies
- Zephyr Mild, 3,4% vol[9]